# معروف الدواليبي
محمد معروف الدواليبي (1909 - 15 يناير 2004) سياسي سوري وحقوقي قانوني، وأستاذ جامعي، رئيس وزراء سورية، ورئيس البرلمان. حصل على الجنسية السعودية، وعمل مستشارًا في الديوان الملكي السعودي من عام 1965 إلى وفاته.

## سيرته
ولد في حلب بتاريخ 29 مارس 1909، درس الحقوق في الجامعة السورية بدمشق وأوفد إلى السوربون في باريس حيث نال الدكتوراه، عُيّن أستاذاً في كلية الحقوق بالجامعة السورية بعد عودته إلى سوريا. انضم إلى الكتلة الوطنية وانتسب لاحقاً إلى حزب الشعب. انتخب نائباً عن حلب في المجلس النيابي عام 1947. اختير وزيراً للاقتصاد الوطني عام 1950. انتخب رئيساً للمجلس النيابي عام 1951.
ترأس الحكومة ليوم واحد في تشرين الثاني 1951 قبل أن يقوم أديب الشيشكلي بانقلابه الثاني ويطيح بالحكومة ويعتقل الدواليبي لفترة قصيرة في سجن المزة بدمشق.
بعد الإفراج عنه انتقل إلى لبنان ثم العراق ولم يعد إلى سوريا حتى سقوط حكم الشيشكلي عام 1954. اختير وزيراً للدفاع الوطني في حكومة فارس الخوري في نفس العام. ابتعد عن الحياة السياسية في فترة الوحدة مع مصر. ترأس ثالث حكومة بعد الانفصال عن مصر في كانون الأول 1961 وشغل فيها أيضاً منصب وزير الخارجية. في آذار 1962 جرى انقلاب عسكري قام به عبد الكريم النحلاوي واعتقل الدواليبي ورئيس الحكومة ناظم القدسي.
أعيد القدسي لاحقاً إلى رئاسة الجمهورية لكن تم تشكيل حكومة «محايدة» برئاسة بشير العظمة. سُجن بعد استيلاء حزب البعث على السلطة في آذار 1963. بعد إطلاق سراحه آخر العام انتقل إلى لبنان ثم إلى السعودية حيث عُيِّن مستشاراً في الديوان الملكي عام 1965. كان مقرباً من الملك فيصل بن عبد العزيز. دُفن في البقيع بالمدينة المنورة. ترك عدة مؤلفات في الحقوق والدراسات الإسلامية والتاريخ.

## مناصبه
- نائب حلب في مجلس النواب السوري منذ عام 1947 حتى 1963.
- وزير الاقتصاد الوطني السوري عام 1950.
- رئيس مجلس النواب السوري سنة 1951.
- رئيس الوزراء ووزير الدفاع السوري في أواخر عام 1951.
- وزير الدفاع الوطني السوري عام 1954.[4]
- رئيس مجلس الوزراء ووزير الخارجية السورية عام 1961-1962.
- مستشار في الديوان الملكي السعودي منذ عام 1965.
- رئيس لمنظمة مؤتمر العالم الإسلامي.

## مؤلفاته
درّس في جامعة دمشق وألف العديد من الكتب منها:
- الحركة التشريعية في الإسلام.
- مدخل إلى علم أصول الفقه الإسلامي.
- مذكرات الدكتور معروف الدواليبي، إعداد عبد القدوس أبو صالح، تحرير الدكتور محمد علي الهاشمي مكتبة العبيكان الرياض، 1426هـ/ 2005م.

## زوجته
زوجته أم محمد، فرنسية مسلمة، تزوجها خلال دراسته في فرنسا عام 1939.

## وفاته
توفي معروف الدواليبي في الرياض بتاريخ 15 يناير 2004م، عن عمر يناهز 94 عامًا، ودُفن في البقيع في المدينة المنورة.

## وصلات خارجية
- معروف الدواليبي على موقع أرشيف الشارخ.